# С-11
«С-11» — советская дизель-электрическая торпедная подводная лодка серии IX-бис, С — «Средняя» времён Второй мировой войны. В Великой Отечественной войне успехов не добилась, погибла в августе 1941 года.

## История корабля
Заложена 20 октября 1937 года на заводе № 112 в Горьком под стапельным номером 245 и литерным обозначением «Н-11». Спущена на воду 24 апреля 1938 года, официально вступила в строй 18 июля 1941 года под командованием А. М. Середы.

### Великая Отечественная война
22 июня 1941 года С-11 встретила в составе учебной бригады подводных лодок в Кронштадте. Ещё до вступления в строй, 27 июня 1941 года, лодка была включена в состав флота. Командиром был назначен капитан-лейтенант Анатолий Михайлович Середа, переведённый с Щ-305. Отправившийся в первый поход ещё на Щ-305, он 7 июля вернулся, а уже 10 июля возглавил С-11, отправившуюся в боевой поход. На борту в качестве обеспечивающего находился командир 14-го дивизиона капитан 3-го ранга И. Н. Тузов.
Поход продолжался две недели, предположительно в ходе дежурства С-11 безуспешно атаковала торпедой немецкий прорыватель минных заграждений «Sperrbrecher № 11». 2 августа 1941 вернувшуюся лодку встретили корабли эскорта. Через некоторое время С-11 подорвалась на выставленной несколькими днями ранее с немецких торпедных катеров донной мине и быстро ушла под воду. Из воды подняли тело командира дивизиона и тяжелораненных командира и механика, почти сразу умерших не приходя в сознание. 
Через шесть часов из седьмого отсека затонувшей лодки на поверхность выбрались три матроса. Один из них сумел доплыть до маяка и вызвать спасателей, поднявших из воды остальных двоих. Таким образом, из 50 человек спаслись только трое.
В 1955 году С-11 была поднята. Останки 44 членов экипажа были захоронены в Риге, а саму лодку в 1957-58 годах разделали на металл.

Братская могила экипажа ПЛ С-11. Рига, 2014 г.